# ديون سانتوس
ديون سانتوس هو لاعب كرة قدم برازيلي في مركز الدفاع، ولد في 25 يوليو 1979. لعب مع فيتوريا سيتوبال.

## وصلات خارجية
- ديون سانتوس على موقع قاعدة بيانات كرة القدم.إي يو (الإنجليزية)